# Проклятие (фильм, 2003)
«Проклятие» (англ. Tarnation) — документальный фильм Джонатана Кауэтта.

## Сюжет
Документальный автопортрет режиссёра Кауэтта с участием его матери, помещенной в психиатрическую клинику собственными родителями, любовника Дэвида и других людей.

## Факты
- «Проклятие» — режиссёрский дебют Джонатана Кауэтта.
- Джонатан Кауэтт начал снимать себя и свою семью в восемь лет, а завершил работу над картиной в возрасте 32 лет, таким образом фильм охватывает почти четверть века жизни режиссёра и его родных.
- Производственный бюджет фильма составил 218 долларов. Он был снят на домашнюю камеру и смонтирован в программе iMovie[1][2].
- Фильм собрал около 1,2 миллиона долларов в прокате.
- Английское название Tarnation можно перевести как «проклятие», «осуждение на вечные муки».